# Alfred Robens
Alfred Robens, barone Robens di Woldingham (Manchester, 18 dicembre 1910 – Chertsey, 27 giugno 1999), è stato un sindacalista, politico e dirigente d'azienda britannico. Le sue ambizioni politiche, inclusa quella di diventare Primo ministro, furono frustrate da un cattivo tempismo; dirottò così le sue energie nell'industria: per un decennio fu presidente del National Coal Board e in seguito guidò un'importante inchiesta che portò alla pubblicazione del rapporto Robens su salute, sicurezza e benessere sul lavoro. La sua visione era paternalistica, ma in seguito, si allontanò dalle sue iniziali idee prossime al socialismo e si avvicinò al Partito Conservatore. La sua reputazione rimane offuscata dal suo fallimento nel prevedere e prevenire il disastro di Aberfan e dalle sue azioni ampiamente considerate insensibili dopo il disastro.

## Primi anni
Alfred Robens nacque a Chorlton-cum-Hardy, un sobborgo di Manchester, il 18 dicembre 1910, ed era figlio di George Robens, venditore di cotone, e Edith Robens (nata Anderton). Lasciò la scuola all'età di 15 anni per lavorare come fattorino ma la sua carriera lavorativa iniziò davvero quando entrò a far parte della Manchester and Salford Co-operative Society come impiegato; all'età di 22 anni fu promosso a direttore e fu uno dei primi lavoratori/direttori del paese. Dal 1935 al 1945 fu funzionario del sindacato Union of Shop, Distributive and Allied Workers; essendo risultato inadatto dal punto di vista medico al servizio militare durante la seconda guerra mondiale prestò servizio come consigliere comunale di Manchester dal 1941 al 1945.
Il 9 settembre 1936 si sposò con Eva Powell; la coppia adottò un figlio, Alfred (nato nel 1935).

## Carriera politica
Dopo la guerra, nelle elezioni generali del 1945, Robens fu eletto deputato per la circoscrizione mineraria di Wansbeck, nel Northumberland. Iniziò a crescere in modo considerevole tra i ranghi parlamentari, prestando servizio con incarichi minori al Ministero dei trasporti dal 1945 al 1947 e al Ministero del combustibile e dell'energia sotto Hugh Gaitskell dal 1947 al 1950. Nel 1950, in seguito a cambiamenti di confine, Robens si trasferì nella nuova circoscrizione di Blyth, in seguito Blyth Valley. Nel 1951 fu per un breve periodo ministro del Lavoro e del servizio nazionale. Più tardi, lo stesso anno, il Partito Conservatore vinse le elezioni generali e venne formato un nuovo governo.
Nell'opposizione, Robens continuò a crescere nel partito, fino a essere nominato segretario di Stato per gli affari esteri e del Commonwealth per il governo ombra da Clement Attlee per sostituire Aneurin Bevan, che era indisposto. Cominciò ad essere considerato come un futuro candidato per la guida del partito. Robens stesso "desiderava diventare Primo ministro". Tuttavia, non riuscì a ritagliarsi un ruolo durante la crisi di Suez del 1956 perché era stato informato in via confidenziale dal Primo ministro conservatore, Anthony Eden, la notte prima dell'invasione; egli giurando di mantenere il segreto, non fu in grado di opporsi efficacemente all'invasione nel dibattito alla Camera dei comuni. Hugh Gaitskell, il leader del partito, lo riteneva inoltre troppo di sinistra. Fu quindi sostituito nell'incarico da Aneurin Bevan e sentì che le sue ambizioni politiche erano state frustrate. Così, quando nel 1960 Harold Macmillan (successore di Eden come Primo ministro) offrì a Robens la presidenza del National Coal Board (BCN), accettò con entusiasmo. Gaitskell morì nel gennaio del 1963. Geoffrey Tweedale, scrivendo nell'Oxford Dictionary of National Biography, espresse l'opinione che, se Robens avesse persistito in politica, sarebbe stato lui, piuttosto che Harold Wilson, a diventato Primo ministro. In effetti, George Brown (il secondo classificato dopo Wilson nelle elezioni per succedere a Gaitskell) nella sua autobiografia dichiarò che se Robens fosse stato in Parlamento, lui stesso non gli si sarebbe opposto, e anche se lo avesse fatto, Robens lo avrebbe sconfitto.

## Presidenza del National Coal Board
Robens assunse la guida del NCB nel 1961 con uno stipendio di £ 10 000 all'anno (che non fu mai aumentato durante i suoi dieci anni di mandato). Il 28 giugno dello stesso anno fu creato pari a vita con il titolo di barone Robens di Woldingham, di Woldingham nella contea di Surrey. Tra i critici verso questa improvvisa elevazione vi furono il suo successore come deputato per il collegio di Blyth, Eddie Milne. La leadership di Robens al NCB era di alto livello. Si aspettava una lealtà inflessibile da colleghi e subordinati e aveva spesso rapporti conflittuali con i politici. Gli piacevano i benefici del potere, inclusa una Daimler con il numero di targa "NCB 1", un aereo privato (un de Havilland DH.104 Dove a sei posti (con cui lui e altri membri del consiglio di amministrazione erano soliti viaggiare per recarsi in visita nelle miniere di carbone) e un appartamento a Eaton Square. Il suo comportamento gli valse il soprannome di "Old King Coal", un gioco di parole su "Old King Cole", una filastrocca per bambini. Tuttavia, si buttò nel lavoro con vigore ed entusiasmo, visitando i pozzi carboniferi, discutendo con i minatori e sviluppando una profonda conoscenza del settore. Nel 1963 fu invitato a tenere la MacMillan Memorial Lecture all'Institute of Engineers and Shipbuilders in Scotland. Scelse come tema "Carbone - Il suo posto nell'economia nazionale".
Come presidente del NCB, Robens attuò tagli sostanziali nel settore minerario, molti dei quali riflettevano le forze di mercato e le politiche governative stabilite prima che egli assumesse l'incarico. Anche se fece pressioni per proteggere l'industria, la sua reputazione di socialista necessariamente ne soffrì: quando assunse l'ufficio di presidente del NCB c'erano 698 pozzi che impiegavano 583 000 minatori ma quando ha lasciato l'incarico dieci anni dopo c'erano solo 292 pozzi che impiegavano 283 000 minatori. Per un po' Robens ebbe un rapporto di lavoro costruttivo con il leader dei minatori Will Paynter ma ebbe un rapporto combattivo con il governo laburista di Harold Wilson. Durante il suo mandato le relazioni in azienda si deteriorarono e vi fu uno sciopero non ufficiale nel 1969 che fece perdere £ 15 milioni e 2,5 milioni di tonnellate di carbone. Incrociarono le braccia i lavoratori di 140 dei 307 pozzi del NCB.
Robens espresse preoccupazione per le scarse condizioni di salute e sicurezza dell'industria carbonifera e sostenne campagne per ridurre gli incidenti e contrastare le malattie professionali croniche come l'antracosi. Sebbene il numero di incidenti mortali e gravi sia diminuito di oltre il 60% durante il suo mandato è vero anche che ciò fu dovuto a un calo della forza lavoro di oltre il 50%, da 583 000 unità a 283 000.

### Disastro di Aberfan
Il più grande colpo per la sua reputazione venne dalla sua reazione al catastrofico incidente industriale verificatosi nel 1966 ad Aberfan. La mattina del 21 ottobre, un enorme cumulo di scorie vicino alla miniera di carbone di Merthyr Vale franò sul villaggio di Aberfan, seppellendo venti case e la Pantglas Junior School. Il liquame saturo d'acqua uccise 116 scolari e 28 adulti.
Robens decise di non annullare la sua cerimonia di investitura a cancelliere della nuova Università del Surrey prevista per la sera del 21 ottobre. Si recò ad Aberfan solo nella serata del giorno successivo, un errore aggravato dalle azioni di alcuni funzionari dell'azienda che il 21 ottobre dissero al ministro dell'energia, Richard Marsh, che Robens era ad Aberfan. La sua politica era sempre quella di inviare il più esperto ingegnere minerario sulla scena di un disastro per coordinare le operazioni di salvataggio. Parlando con i mezzi di comunicazione la domenica dopo il disastro, Robens disse che era preoccupato che lo shock e il dispiacere iniziali potessero lasciare il posto alla rabbia, probabilmente diretta verso gli uomini che lavoravano in cima ai cumuli. Per evitare ciò, disse che quegli uomini non avrebbero potuto prevedere l'accaduto. Un'intervista televisiva durante la quale aveva fatto quel commento si rivelò non disponibile per le trasmissioni, a causa delle condizioni atmosferiche; invece, l'intervistatore trasmise una parafrasi dell'intervista che erroneamente faceva sembrare che Robens avesse affermato che nessuno nel NCB avrebbe potuto prevedere il disastro. Ciò fu successivamente preso dall'indagine sul disastro di Aberfan per affermare che il NCB contestasse la responsabilità, nonostante ai sensi del caso del XIX secolo Rylands v Fletcher esso avesse la responsabilità assoluta per i danni causati da una "frana pericolosa" di materiale. Al contrario, in una successiva intervista Robens affermò che il disastro era stato causato da "sorgenti naturali sconosciute" situate sotto il cumulo; emerse invece che l'esistenza di queste sorgenti era una conoscenza comune.
Il rapporto del lord justice Edmund Davies, che indagava sul disastro, fu fortemente critico nei confronti del NBC e di Robens. Aveva proposto di comparire all'inizio dell'indagine per ammettere la piena responsabilità del NBC per il disastro ma il presidente del Tribunale lo informò che ciò non sarebbe stato necessario. In seguito, quando fu chiaro che i suoi precedenti commenti ai giornalisti erano stati interpretati erroneamente dal Tribunale come una negazione di responsabilità, si offrì di comparire nell'inchiesta per chiarire la questione. Ammise che il NCB era in colpa, un'affermazione che avrebbe reso inutile gran parte dell'indagine se fosse stata fatta all'inizio, nonostante Davies espresse l'opinione che la sua testimonianza non fosse necessaria. Dopo che nell'agosto del 1967 il rapporto fu pubblicato, Robens scrisse a Marsh, il ministro dell'energia, offrendo le sue dimissioni; queste furono respinte da lui e dal Primo ministro Harold Wilson, anche se diversi membri del gabinetto sostennero con forza che Robens doveva essere rimosso.
Vi fu chi affermò che l'offerta di dimissioni fosse "fasulla" in quanto a Robens era stato assicurato che esse sarebbero state respinte. Secondo Ronald Dearing, allora membro part-time del NBC, Richard Marsh fu informato che Robens stava "portando l'industria carbonifera in un periodo di dolorosa contrazione senza grandi scioperi" e il forte sostegno che aveva all'interno dell'industria carbonifera e al movimento sindacale fu cruciale per la decisione di non rimuoverlo dall'incarico. Quando Robens durante una seduta del consiglio di amministrazione disse di avere presentato le sue dimissioni ci fu sorpresa e costernazione; Cecil King, un membro part-time del consiglio di amministrazione, si alzò in piedi e disse a Robens che così facendo aveva agito correttamente.
Sulla scia del disastro, a Robens fu chiesto se il NCB avrebbe finanziato la rimozione dei restanti cumuli di Aberfan. Fu informato che il costo per farlo avrebbe obbligato il NBC a superare i suoi limiti di indebitamento, che erano stati stabiliti dal governo. Sostenendo tale onere avrebbe, in effetti, infranto la legge. Non è dunque vero che fu Robens a rifiutarsi di pagare. Accolse la richiesta delle madri in lutto di Aberfan di incontrarle per ascoltare le loro opinioni e fu accolto da esse con cortesia. Alla fine, il costo fu coperto in parte dal consiglio di amministrazione e in parte dal governo, con un prelievo dall'Aberfan Disaster Fund.
I fiduciari dell'Aberfan Disaster Fund dichiararono pubblicamente che erano stati sottoposti a "pressioni intollerabili" per dare un contributo di £ 150 000 (£ 2 milioni del 2016) per coprire i costi di rimozione dei cumuli - un'azione "indiscutibilmente illegale" ai sensi della legge di beneficenza - e la Commissione di beneficenza non intraprese alcuna azione per proteggere il Fondo da questa appropriazione indebita di denaro.
Non vi sono prove del fatto che all'epoca sia stata presa in considerazione un'azione penale per omicidio colposo. Robens fu esonerato dalle responsabilità per l'incidente dalla storia ufficiale del NCB ma condannato da altri settori.

## Rapporto Robens
Nel 1969 fu selezionato da Barbara Castle per presiedere il comitato per la salute e la sicurezza sul lavoro. Ciò portò al rapporto Robens del 1972 che sosteneva la controversa idea dell'autoregolamentazione da parte dei datori di lavoro. La stessa relazione portò all'Health and Safety at Work etc. Act del 1974 e alla creazione della commissione per la salute e la sicurezza e dell'esecutivo per la salute e la sicurezza.

## Anni successivi
Dopo la vittoria dei conservatori nelle elezioni generali del 1970, Robens notò il disgusto da parte della nuova amministrazione per le sue opinioni piuttosto paternalistiche. Entrò in conflitto con il Primo ministro Edward Heath e il con il ministro dell'industria Sir John Eden. Robens lasciò la presidenza del National Coal Board nel 1971 ma insistette sempre sul fatto che il suo mandato era stato un successo.
Nel 1966 divenne direttore della Bank of England e l'anno successivo membro del consiglio di amministrazione del Times. Fu presidente della Vickers dal 1971 al 1979. Si oppose ai piani laburisti per la nazionalizzazione che portarono all'Aercraft and Shipbuilding Industries Act del 1977, che nazionalizzò gran parte delle industrie aerospaziali e navali del Regno Unito e istituiva due società, la British Aerospace e la British Shipbuilders. Fu quindi presidente della Johnson Matthey dal 1971 al 1983 e direttore del trust House Forte e di numerose altre società. Il suo stile di vita era sempre più in contrasto con i suoi inizi socialisti e nel 1979 si iscrisse al Partito Conservatore.
Lasciò la vita pubblica nel 1982, ritirandosi con sua moglie (deceduta nel 2008) a Laleham Abbey, un tempo dimora di Richard Bingham, VII conte di Lucan. Nel 1992 subì il primo di due ictus debilitanti.
Morì a Chertsey il 27 giugno 1999 all'età di 88 anni.

## Nella musica folk
Il mandato di Robens al National Coal Board fu menzionato nelle canzoni popolari del periodo. Ed Pickford, all'epoca minatore nella miniera di Durham, era molto critico nei confronti di Robens: la sua canzone The Pound a Week Rise critica i bassi salari pagati ai minatori durante il mandato di Robens mentre One Miner's Life parla delle diffuse chiusure dei pozzi. Jock Purdon, un minatore che fu licenziato a causa della chiusura del pozzo Harraton a Durham, scrisse la canzone Farewell to Cotia sulla migrazione dei minatori in esubero in tutto il paese e in particolare nel Nottinghamshire, che definì "la terra promessa di Robens".

## Altri incarichi pubblici
Alfred Robens fu anche:
- presidente della Fondazione per l'automazione e l'occupazione (1962);
- presidente del Consiglio delle industrie ingegneristiche (1976-1980);
- membro della Commissione reale per i sindacati e le associazioni dei datori di lavoro (1965-1968);
- membro del Consiglio nazionale per lo sviluppo economico (1976-1980);
- membro del consiglio della Manchester Business School;
- presidente del consiglio della Manchester Business School (1970-1979);
- presidente della corte dei governatori della London School of Economics (1965);
- presidente del consiglio di amministrazione del Guy's Hospital (1965–1974).